# Pyrgos
Pyrgos (in greco Πύργος?) è un comune della Grecia situato nella periferia della Grecia occidentale (unità periferica dell'Elide) con 51.634 abitanti secondo i dati del censimento 2001.
A seguito della riforma amministrativa detta Programma Callicrate in vigore dal gennaio 2011 che ha abolito le prefetture e accorpato numerosi comuni, la superficie del comune è ora di 457 km² e la popolazione è passata da 34.902 a 51.634 abitanti.

## Geografia fisica
È situata nell'entroterra, al centro di una fertile pianura. Vi si trovano edifici opera di Ernst Ziller, quali il Teatro Comunale e il Mercato.

A sud di Pirgo scorre il fiume Alfeo.